# Ammophila vetuberosa
Ammophila vetuberosa là một loài côn trùng cánh màng trong họ Sphecidae, thuộc chi Ammophila. Loài này được Li and C. Yang in Li, Li and Yang miêu tả khoa học đầu tiên năm 1994.